# Procesamiento de minerales

Triturar, una forma de conminución, una de las operaciones unitarias en el procesamiento de minerales

El procesamiento de minerales es el proceso de separar los minerales comercialmente valiosos de sus menas en el campo de la metalurgia extractiva. Dependiendo de los procesos utilizados en cada caso, a menudo se le denomina beneficio de menas o molienda de menas.
El beneficio es cualquier proceso que mejora el valor económico de la mena eliminando los minerales de ganga, lo que da como resultado un producto de mayor ley (concentrado de mena) y una corriente de desechos (relave). Existen muchos tipos diferentes de beneficio, cada uno de los cuales avanza en la concentración de la mena original.

## Historia

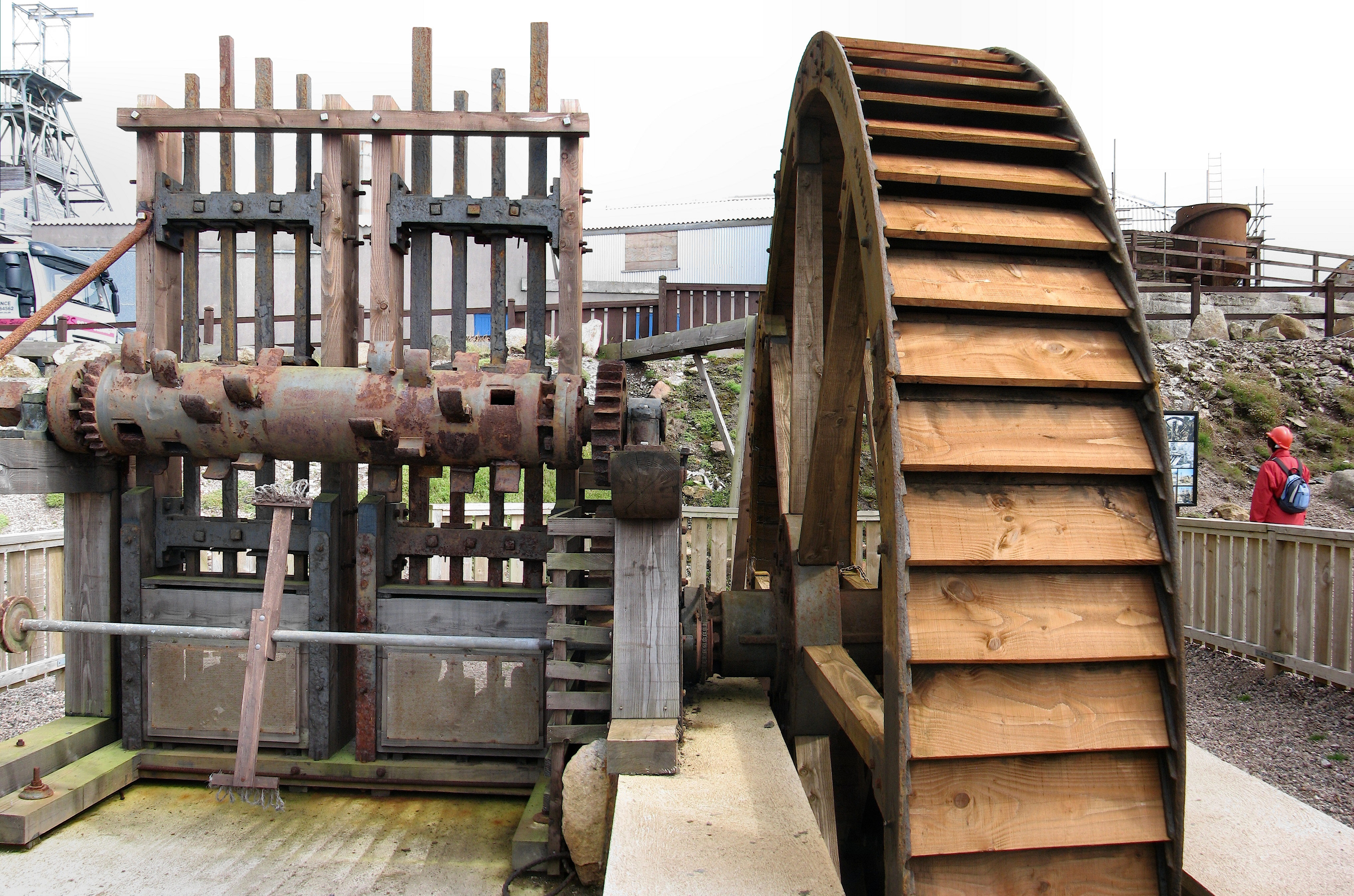
Un conjunto de martillos córnicos

Antes de la llegada de la maquinaria pesada, la mena en bruto se rompía utilizando martillos manejados a mano, un proceso llamado "astillado". Eventualmente, se encontraron medios mecánicos para lograr esto. Por ejemplo, ya en el 973 se utilizaban molinos de pisón en Asia Central, en las cercanías de Samarcanda. Hay evidencia de que el proceso se utilizaba en Persia en el período medieval temprano. Para el siglo XI, los molinos de estampas se utilizaban ampliamente en todo el mundo islámico medieval, desde España islámica y el norte de África en el oeste hasta Asia Central en el este. Un ejemplo posterior fueron los martillos córnicos, que consistían en una serie de martillos de hierro montados en un marco vertical, levantados por levas en el eje de una rueda hidráulica y que caían sobre la mena por gravedad.
La evidencia de la existencia de procesos de beneficio del hierro se remonta al menos al 800 a. C. en China, con el uso de hornos bajos. Un horno bajo es la forma original de fundición que permitió a las personas hacer fuegos lo suficientemente calientes como para derretir óxidos en un líquido que se separaba del hierro. Aunque el horno bajo fue rápidamente reemplazado por la invención del alto horno, todavía se utilizó en gran medida en África y Europa hasta la primera parte del segundo milenio. El alto horno fue el siguiente paso en la fundición de hierro, lo que produjo arrabio. Los primeros altos hornos en Europa aparecieron a principios de los 1200 alrededor de Suecia y Bélgica, y no fue hasta finales de los 1400 en Inglaterra. El arrabio producido en un alto horno tiene un alto contenido de carbono, lo que lo hace duro y quebradizo, lo que dificulta su trabajo. En 1856 se inventó el proceso Bessemer, que convierte el arrabio quebradizo en acero, un metal más maleable. Desde entonces, se han inventado muchas tecnologías diferentes para reemplazar el proceso Bessemer, como el horno de arco eléctrico, la acería de oxígeno básico y el hierro de reducción directa (DRI).
Para las menas sulfuradas, se sigue un proceso diferente para su beneficio. Es necesario eliminar el azufre de la mena antes de que pueda comenzar la fundición. El tostado es el método principal de separación, donde se colocaba madera sobre montones de mena y se encendía para ayudar en la oxidación.
2 Cu2S + 3 O2 → 2 Cu2O + 2 SO2
Las primeras prácticas de tostado se realizaban al aire libre, lo que permitía que grandes nubes de dióxido de azufre se extendieran por la tierra, causando graves daños a los ecosistemas circundantes, tanto acuáticos como terrestres. Las nubes de dióxido de azufre combinadas con la deforestación local para obtener madera necesaria para el tostado agravaron los daños al medio ambiente, como se vio en Sudbury, Ontario y en la Superchimenea de Inco.
El método más simple para separar la mena de la ganga consiste en seleccionar los cristales individuales de cada uno. Este es un proceso muy tedioso, especialmente cuando las partículas individuales son pequeñas. Otro método comparativamente simple se basa en que los distintos minerales tienen diferentes densidades, lo que hace que se acumulen en diferentes lugares: los minerales metálicos (que son más pesados) se asentarán más rápidamente que los más ligeros, que serán transportados más lejos por una corriente de agua. El proceso de bateo y cribado de oro utiliza ambos métodos. Diversos dispositivos conocidos como 'paquetes' se usaban para aprovechar esta propiedad.[¿cuándo?] Posteriormente, se utilizaron máquinas más avanzadas, como el Frue vanner, inventado en 1874.
Otro equipo utilizado históricamente incluye la tolva, un canal utilizado con algunas máquinas de beneficio de menas, y la tina, un gran recipiente utilizado para la sedimentación diferencial.

## Tipos de separación

### Desagregación
El beneficio puede comenzar dentro de la propia mina. La mayoría de las minas tienen una trituradora en la propia mina donde se produce la separación de los minerales de mena y ganga, y como efecto secundario se facilita su transporte. Después de la trituradora, la mena pasará por un molino o triturador para reducirla a partículas finas. La separación en medios densos (DMS) se utiliza para separar aún más la mena deseada de las rocas y minerales de ganga. Esto estratificará el agregado triturado por densidad, lo que facilitará la separación. El punto en el que se realice la DMS en el proceso puede ser importante, ya que los trituradores o molinos procesarán mucho menos material de desecho si la DMS se realiza de antemano. Esto reducirá el desgaste del equipo, así como los costos operativos debido a un menor volumen procesado.

### Separación física
Después de la etapa de molienda, la mena se puede separar aún más de la roca. Una forma de lograr esto es utilizando las propiedades físicas de la mena para separarla del resto de la roca. Antes de cualquier proceso de separación física, es importante el dimensionamiento de las partículas de mena para una separación efectiva. Esto se realiza utilizando cribas industriales o clasificadores.
Estos procesos incluyen separación por gravedad, flotación y separación magnética. La separación por gravedad utiliza fuerzas centrífugas y la gravedad específica de las menas y gangas para separarlas. La separación magnética se utiliza para separar la ganga magnética de la mena deseada, o, por el contrario, para eliminar una mena magnética de la ganga no magnética. La DMS también se considera una separación física.

### Separación química
Algunas propiedades físicas de las menas no pueden utilizarse para su separación; por lo tanto, se utilizan procesos químicos para separar las menas de la roca. La flotación, la lixiviación y la electrodeposición son los tipos más comunes de separación química. La flotación por espuma utiliza propiedades hidrofóbicas e hidrofílicas para separar la mena de la ganga. Las partículas hidrofóbicas se elevarán a la superficie de la solución para ser removidas. Los cambios en el pH de la solución pueden influir en qué partículas serán hidrofílicas. La lixiviación funciona disolviendo la mena deseada en la solución a partir de la roca. La electrodeposición no es un método primario de separación, pero es necesario para extraer la mena de la solución después de la lixiviación.

## Operaciones unitarias
El procesamiento de minerales puede involucrar cuatro tipos generales de operación unitaria: 
1) Conminución – reducción del tamaño de las partículas; 
2) Dimensionamiento – separación de tamaños de partículas mediante cribado o clasificación;
3)  Concentración aprovechando las propiedades físicas y químicas de la superficie; y 
4) Eliminación de agua – separación sólido/líquido.
En todos estos procesos, las consideraciones más importantes son los aspectos económicos de los procesos, que están dictados por la ley y la recuperación del producto final. Para hacer esto, es necesario considerar la mineralogía de la mena, ya que esto dicta la cantidad de liberación requerida y los procesos que pueden ocurrir. Cuanto más pequeñas sean las partículas procesadas, mayor será la ley y la recuperación teóricas del producto final. Sin embargo, esto se vuelve difícil de hacer con partículas finas, ya que evitan que se realicen ciertos procesos de concentración.

### Conminución
Conminución es la reducción del tamaño de las partículas de materiales. La conminución puede llevarse a cabo en materiales secos o en suspensión. Los procesos primarios de conminución son el triturado y la molienda. El triturado se realiza normalmente sobre la mena tal como llega de la mina, mientras que la molienda (que normalmente se lleva a cabo después del triturado) puede realizarse en material seco o en suspensión. En la conminución, la reducción del tamaño de las partículas se realiza mediante tres tipos de fuerzas: compresión, impacto y fricción. Las fuerzas de compresión e impacto se utilizan ampliamente en operaciones de triturado, mientras que la fricción es la fuerza dominante en la molienda. El equipo principalmente utilizado en el triturado incluye trituradoras de mandíbula, trituradoras giratorias y trituradoras de cono, mientras que los molinos de barras y los molinos de bolas, generalmente en circuito cerrado con una unidad clasificadora, se emplean comúnmente para fines de molienda en una planta de procesamiento de minerales. El triturado es un proceso en seco, mientras que la molienda generalmente se realiza en húmedo, por lo que consume más energía.

### Dimensionamiento

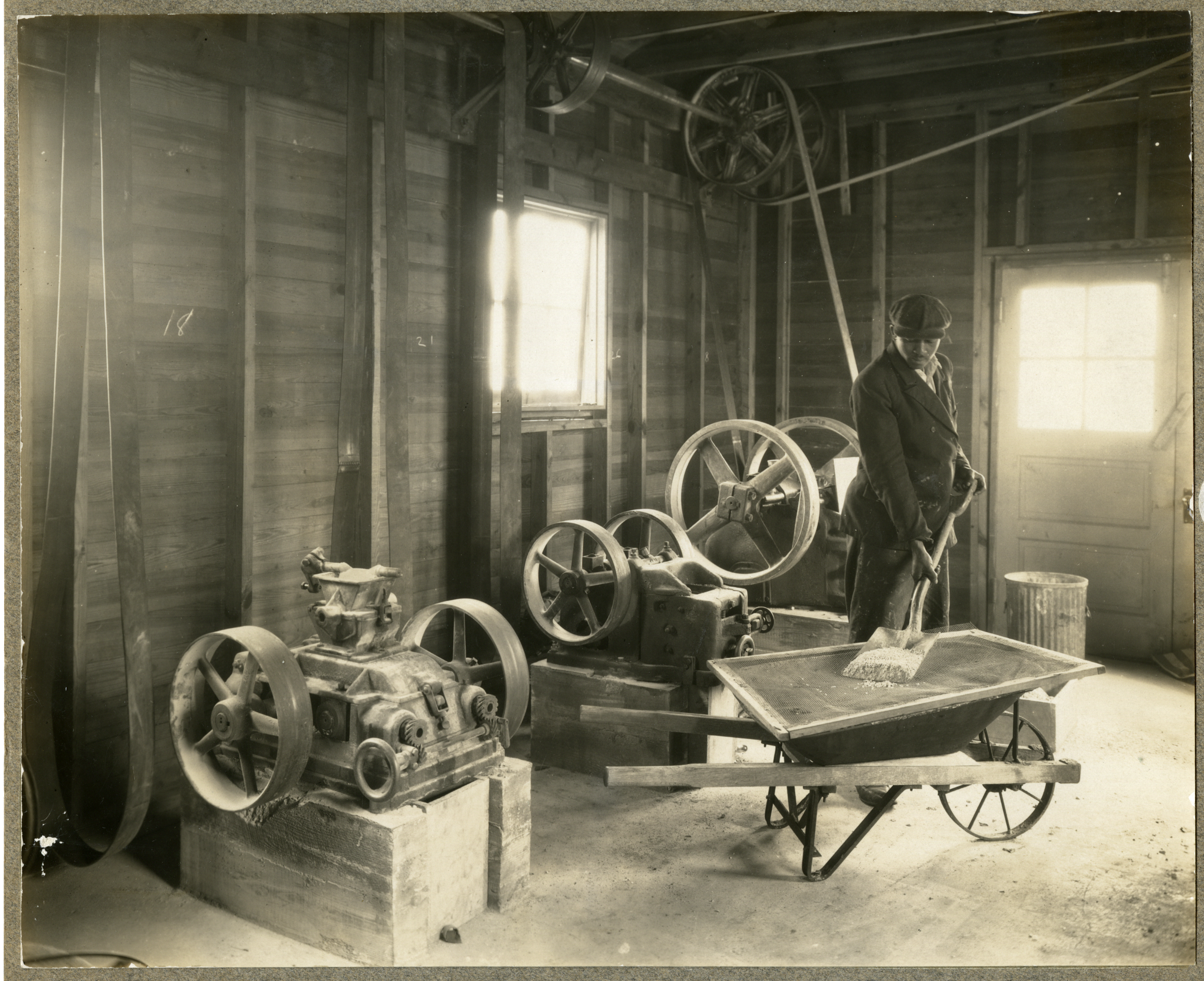
Cribado de mena a través de un tamiz, Laboratorio de Investigación de Nitrógeno Fijo, 1930

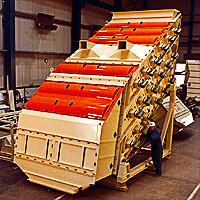
Sizer 2000 para el cribado de partículas de gruesas a pequeñas

El dimensionamiento es el término general para la separación de partículas según su tamaño. El proceso de dimensionamiento más simple es el cribado, que consiste en pasar las partículas a través de una o varias cribas. El equipo de cribado puede incluir rejillas, cribas de barras, cribas de alambre en cuña, cribas radiales, cribas de plátano, cribas de varias plataformas, cribas vibrantes, cribas finas, cribas flip flop y cribas de malla de alambre. Las cribas pueden ser estáticas (típicamente en el caso de material muy grueso) o pueden incorporar mecanismos para sacudir o vibrar la criba. Algunas consideraciones en este proceso incluyen el material de la criba, el tamaño de la abertura, la forma y la orientación, la cantidad de partículas de tamaño cercano, la adición de agua, la amplitud y frecuencia de las vibraciones, el ángulo de inclinación, la presencia de materiales nocivos, como acero y madera, y la distribución del tamaño de las partículas.
La clasificación se refiere a las operaciones de dimensionamiento que explotan las diferencias en las velocidades de sedimentación exhibidas por partículas de diferentes tamaños. El equipo de clasificación puede incluir clasificadores de menas, ciclones de gas, hidrociclones, trómeles giratorios, clasificadores de rastrillo o clasificadores fluidizados.
Un factor importante en las operaciones de conminución y dimensionamiento es la determinación de la distribución del tamaño de las partículas de los materiales procesados, comúnmente conocida como análisis granulométrico. Se utilizan muchas técnicas para analizar el tamaño de las partículas, y las técnicas incluyen tanto análisis fuera de línea que requieren tomar una muestra del material para su análisis, como técnicas en línea que permiten el análisis del material mientras fluye a través del proceso.

### Concentración
Existen varias formas de aumentar la concentración de los minerales deseados: en cualquier caso particular, el método elegido dependerá de las propiedades físicas y químicas de la superficie del mineral y la ganga. La concentración se define como el número de moles de un soluto en un volumen de la solución. En el caso del procesamiento de minerales, la concentración significa el aumento del porcentaje del mineral valioso en el concentrado.

### Concentración por gravedad
La separación por gravedad es la separación de dos o más minerales de diferente gravedad específica mediante su movimiento relativo en respuesta a la fuerza de la gravedad y una o más fuerzas adicionales (como fuerzas centrífugas, fuerzas magnéticas, fuerzas de flotación), una de las cuales es la resistencia al movimiento (fuerza de arrastre) por un medio viscoso, como medios pesados, agua o, menos comúnmente, aire.
La separación por gravedad es una de las técnicas más antiguas en el procesamiento de minerales, pero ha visto un declive en su uso desde la introducción de métodos como la flotación, la clasificación, la separación magnética y la lixiviación. La separación por gravedad se remonta al menos al 3000 a. C. cuando los egipcios utilizaron la técnica para la separación de oro.
Es necesario determinar la idoneidad de un proceso de concentración por gravedad antes de emplearlo para la concentración de una mena. El criterio de concentración se utiliza comúnmente para este propósito, designado como {\displaystyle CC} en la siguiente ecuación (donde {\displaystyle SG} representa la gravedad específica):
{\displaystyle CC={\frac {SG(mineral\ pesado)-SG(fluido)}{SG(mineral\ ligero)-SG(fluido)}}}
- para CC > 2.5, adecuado para la separación de partículas de más de 75 micrómetros de tamaño
- para 1.75 < CC < 2.5, adecuado para la separación de partículas de más de 150 micrómetros de tamaño
- para 1.50 < CC < 1.75, adecuado para la separación de partículas de más de 1.7 mm de tamaño
- para 1.25 < CC < 1.50, adecuado para la separación de partículas de más de 6.35 mm de tamaño
- para CC < 1.25, no adecuado para ninguna separación por tamaño

Aunque el criterio de concentración es una regla general útil al predecir la amenabilidad a la concentración por gravedad, factores como la forma de las partículas y la concentración relativa de partículas pesadas y ligeras pueden afectar drásticamente la eficiencia de la separación en la práctica.

#### Clasificación
Existen varios métodos que utilizan las diferencias de peso o densidad de las partículas:
- Separación en medios pesados o medios densos (estos incluyen baños, tambores, larcodems, separadores de remolino dyana y ciclones de medios densos)
- Mesas de sacudidas, como la mesa de Wilfley[18]
- Separador espiral
- Clasificador de Reflujo
- Jigs concentradores son dispositivos de concentración por gravedad de procesamiento continuo que utilizan una cama fluidizada pulsante (planta circular de jig de RMS-Ross Corp.)
- Concentradores centrífugos en tazón, como el concentrador de Knelson
- Separadores de gravedad múltiples, incluidos Knelson, Mozley (separador de gravedad múltiple o mejorado), ciclones Salter (separador de gravedad múltiple) y el jig de Kelsey
- Jigs de presión en línea
- Conos de Reichert
- Canaletas
- Elutriadores
- Clasificador Optima: un separador de densidad solo con agua. Es un sistema diseñado que consta de módulos de preparación de alimentación, beneficio/separación y deshidratación para garantizar un producto de alta calidad con el contenido de humedad correcto. Los productos típicos consisten en cenizas por debajo del 16% y un valor calórico de al menos 27 millones de julios por kilogramo.

Estos procesos pueden clasificarse como separación por densidad o separación por gravedad (peso). En la separación en medios densos, se crea un medio con una densidad intermedia entre la densidad de las partículas de mena y ganga. Cuando se somete a este medio, las partículas flotan o se hunden dependiendo de su densidad relativa al medio. De esta manera, la separación se lleva a cabo únicamente por diferencias de densidad y no se basa, en principio, en otros factores como el peso o la forma de las partículas. En la práctica, el tamaño y la forma de las partículas pueden afectar la eficiencia de la separación. La separación en medios densos se puede realizar utilizando una variedad de medios. Estos incluyen líquidos orgánicos, soluciones acuosas o suspensiones de partículas muy finas en agua o aire. Los líquidos orgánicos no se utilizan comúnmente debido a su toxicidad, dificultades en el manejo y costos relativos. Industrialmente, el medio denso más común es una suspensión de partículas finas de magnetita y/o ferrosilicio. Se utiliza una solución acuosa como medio denso en el procesamiento de carbón en forma de un lavador Belknap, y las suspensiones en aire se utilizan en áreas con escasez de agua, como algunas áreas de China, donde se utiliza arena para separar el carbón de los minerales de ganga.
La separación por gravedad también se llama separación por gravedad relativa, ya que separa las partículas debido a su respuesta relativa a una fuerza impulsora. Esto se controla mediante factores como el peso, el tamaño y la forma de las partículas. Estos procesos también se pueden clasificar en procesos de múltiples G y de G única. La diferencia radica en la magnitud de la fuerza impulsora para la separación. Los procesos de múltiples G permiten que ocurra la separación de partículas muy finas (en el rango de 5 a 50 micrones) al aumentar la fuerza impulsora de la separación para aumentar la velocidad a la que las partículas se separan. En general, los procesos de G única solo son capaces de procesar partículas de más de aproximadamente 80 micrones de diámetro.
De los procesos de separación por gravedad, los concentradores espirales y los jigs circulares son dos de los más económicos debido a su simplicidad y uso del espacio. Operan mediante separación por película en flujo y pueden utilizar o no agua de lavado. Las espirales con agua de lavado separan partículas más fácilmente, pero pueden tener problemas con la arrastre de ganga en el concentrado producido.

### Flotación por espuma

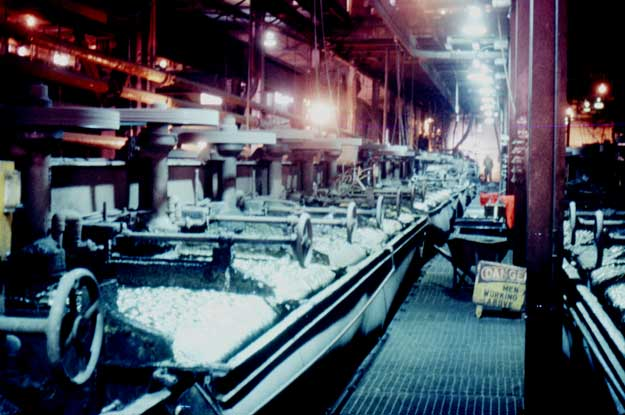
Celdas de flotación por espuma utilizadas para concentrar minerales de sulfuro de cobre y níquel

La flotación es un proceso importante de concentración. Este proceso se puede utilizar para separar dos partículas diferentes y funciona mediante la química de la superficie de las partículas. En la flotación, se introducen burbujas en una pulpa y las burbujas ascienden a través de la pulpa. En el proceso, las partículas hidrofóbicas se adhieren a la superficie de las burbujas. La fuerza impulsora de esta adhesión es el cambio en la energía libre de superficie cuando se produce la adhesión. Estas burbujas ascienden a través de la suspensión y se recogen de la superficie. Para permitir que estas partículas se adhieran, es necesario considerar cuidadosamente la química de la pulpa. Estas consideraciones incluyen el pH, el Eh y la presencia de reactivos de flotación. El pH es importante porque cambia la carga de la superficie de las partículas y el pH afecta la quimiosorción de los colectores en la superficie de las partículas.
La adición de reactivos de flotación también afecta la operación de estos procesos. El químico más importante que se añade es el colector. Este químico se adhiere a la superficie de las partículas ya que es un tensioactivo. Las consideraciones principales en este químico son la naturaleza del grupo cabeza y el tamaño de la cadena de hidrocarburos. La cola de hidrocarburos debe ser corta para maximizar la selectividad del mineral deseado y el grupo cabeza dicta a qué minerales se adhiere.
Los espumantes son otra adición química importante a la pulpa o suspensión, ya que permiten la formación de burbujas estables. Esto es importante porque si las burbujas se coalescen, los minerales se desprenderán de su superficie. Sin embargo, las burbujas no deben ser demasiado estables, ya que esto dificulta el transporte y la deshidratación del concentrado formado. El mecanismo de estos espumantes no se conoce completamente y se están realizando más investigaciones sobre sus mecanismos.
Los depresores y activadores se utilizan para separar selectivamente un mineral de otro. Los depresores inhiben la flotación de uno o más minerales, mientras que los activadores permiten la flotación de otros. Ejemplos de estos incluyen CN−, utilizado para deprimir todos los sulfuros excepto la galena, y se cree que este depresor actúa cambiando la solubilidad de los colectores quimiosorbidos y fisisorbidos en los sulfuros. Esta teoría se originó en Rusia. Un ejemplo de un activador es el ion Cu2+, utilizado para la flotación de la esfalerita.
Existen varias celdas que se pueden utilizar para la flotación de minerales, incluyendo columnas de flotación y celdas de flotación mecánicas. Las columnas de flotación se utilizan para minerales más finos y típicamente tienen una mayor ley y menor recuperación de minerales que las celdas de flotación mecánicas. Las celdas en uso actualmente pueden exceder los 300 m3. Esto se hace porque son más económicas por unidad de volumen que las celdas más pequeñas, pero no se pueden controlar tan fácilmente como las celdas más pequeñas.
Este proceso fue inventado en el siglo XIX en Australia. Se utilizó para recuperar un concentrado de esfalerita a partir de colas producidas mediante concentración por gravedad. Otras mejoras han surgido en Australia en forma de la Celda Jameson, desarrollada en la Universidad de Newcastle, Australia. Esta operaba mediante el uso de un chorro de inmersión que genera burbujas finas. Estas burbujas finas tienen una mayor energía cinética y, como tal, se pueden utilizar para la flotación de minerales de grano fino, como los producidos por el IsaMill.
Los reactores de flotación en etapas (SFR) dividen el proceso de flotación en tres etapas definidas por celda. Están siendo cada vez más comunes en su uso, ya que requieren mucha menos energía, aire y espacio de instalación.

### Separación electrostática
Existen dos tipos principales de separadores electrostáticos. Estos funcionan de manera similar, pero las fuerzas aplicadas a las partículas son diferentes y estas fuerzas son la gravedad y la atracción electrostática. Los dos tipos son separadores electrodinámicos (o rodillos de alta tensión) o separadores electrostáticos. En los rodillos de alta tensión, las partículas se cargan mediante una descarga de corona. Esto carga las partículas que posteriormente viajan sobre un tambor. Las partículas conductoras pierden su carga en el tambor y se eliminan del tambor con aceleración centrípeta. Los separadores de placas electrostáticas funcionan haciendo pasar una corriente de partículas por una placa cargada. Los conductores pierden electrones en la placa y son alejados de las otras partículas debido a la atracción inducida hacia la placa. Estos separadores se utilizan para partículas de entre 75 y 250 micrones y para que ocurra una separación eficiente, las partículas deben estar secas, tener una distribución de tamaño cercana y ser uniformes en forma. De estas consideraciones, una de las más importantes es el contenido de agua de las partículas. Esto es importante ya que una capa de humedad en las partículas hará que los no conductores actúen como conductores, ya que la capa de agua es conductora.
Los separadores de placas electrostáticas se utilizan generalmente para corrientes que tienen conductores pequeños y no conductores gruesos. Los rodillos de alta tensión se utilizan generalmente para corrientes que tienen conductores gruesos y no conductores finos.
Estos separadores se utilizan comúnmente para separar arenas minerales, un ejemplo de una de estas plantas de procesamiento de minerales es la planta de procesamiento CRL en Pinkenba en Brisbane, Queensland. En esta planta, circón, rutilo e ilmenita se separan de la ganga de sílice. En esta planta, la separación se realiza en varias etapas con separadores primarios, limpiadores, recuperadores y relimpiadores.

### Separación magnética
La separación magnética es un proceso en el que se extrae material magnéticamente susceptible de una mezcla utilizando una fuerza magnética. Esta técnica de separación puede ser útil en la minería de hierro, ya que es atraído por un imán. En minas donde el wolframita estaba mezclado con casiterita, como en la mina South Crofty y East Pool en Cornualles, o con bismuto, como en la mina Shepherd and Murphy en Moina, Tasmania, se utilizó la separación magnética para separar las menas. En estas minas se utilizaba un dispositivo llamado separador magnético de Wetherill (inventado por John Price Wetherill, 1844–1906). En esta máquina, la mena cruda, después de la calcinación, se alimentaba a una cinta transportadora que pasaba por debajo de dos pares de electroimanes, bajo los cuales corrían otras cintas en ángulo recto con la cinta alimentadora. El primer par de electroimanes estaba débilmente magnetizado y servía para eliminar cualquier mena de hierro presente. El segundo par estaba fuertemente magnetizado y atraía la wolframita, que es débilmente magnética. Estas máquinas eran capaces de tratar 10 toneladas de mena al día. Este proceso de separar sustancias magnéticas de las no magnéticas en una mezcla con la ayuda de un imán se llama separación magnética.
Este proceso opera moviendo partículas en un campo magnético. La fuerza experimentada en el campo magnético se da por la ecuación f=m/k.H.dh/dx, donde k=susceptibilidad magnética, H=intensidad del campo magnético, y dh/dx es el gradiente del campo magnético. Como se ve en esta ecuación, la separación puede impulsarse de dos maneras, ya sea a través de un gradiente en un campo magnético o la intensidad de un campo magnético. Las diferentes fuerzas impulsoras se utilizan en los diferentes concentradores. Estos pueden ser con o sin agua. Al igual que en las espirales, el agua de lavado ayuda en la separación de las partículas, mientras que aumenta la arrastre de la ganga en el concentrado.

### Clasificación automatizada de menas
La clasificación automatizada moderna aplica sensores ópticos (espectro visible, infrarrojo cercano, rayos X, ultravioleta), que pueden acoplarse con sensores de conductividad eléctrica y susceptibilidad magnética, para controlar la separación mecánica de la mena en dos o más categorías en una base de roca por roca. También se han desarrollado nuevos sensores que explotan propiedades del material como la conductividad eléctrica, magnetización, estructura molecular y conductividad térmica. La clasificación basada en sensores ha encontrado aplicación en el procesamiento de níquel, oro, cobre, carbón y diamantes.

### Deshidratación
La deshidratación es un proceso importante en el procesamiento de minerales. El propósito de la deshidratación es eliminar el agua absorbida por las partículas, lo que aumenta la densidad de la pulpa. Esto se hace por varias razones, específicamente, para facilitar el manejo de la mena y permitir que los concentrados se transporten fácilmente, permitir que se realice un procesamiento adicional y eliminar la ganga. El agua extraída de la mena mediante la deshidratación se recircula para las operaciones de la planta después de ser enviada a una planta de tratamiento de agua. Los procesos principales que se utilizan en la deshidratación incluyen cribas de deshidratación, sedimentación, filtración y secado térmico. Estos procesos se vuelven más difíciles y costosos a medida que disminuye el tamaño de las partículas.
Las cribas de deshidratación operan pasando partículas sobre una criba. Las partículas pasan sobre la criba mientras el agua pasa a través de las aberturas de la criba. Este proceso solo es viable para menas gruesas que tienen una distribución de tamaño cercana, ya que las aberturas pueden permitir que pasen partículas pequeñas.
La sedimentación opera pasando agua en un espesador o clarificador grande. En estos dispositivos, las partículas se sedimentan fuera de la suspensión bajo los efectos de la gravedad o fuerzas centrípetas. Estos están limitados por la química de superficie de las partículas y el tamaño de las partículas. Para ayudar en el proceso de sedimentación, se añaden floculantes y coagulantes para reducir las fuerzas repulsivas entre las partículas. Esta fuerza repulsiva se debe a la doble capa formada en la superficie de las partículas. Los floculantes funcionan al unir múltiples partículas, mientras que los coagulantes funcionan al reducir el grosor de la capa cargada en el exterior de la partícula. Después de espesarse, la suspensión a menudo se almacena en estanques o embalses. Alternativamente, puede bombearse a una prensa de banda o a una filtro prensa de membrana para reciclar el agua del proceso y crear una torta de filtro apilable y seca, o "colas".
El secado térmico generalmente se utiliza para partículas finas y para eliminar el bajo contenido de agua en las partículas. Algunos procesos comunes incluyen secadores rotativos, lechos fluidizados, secadores por aspersión, secadores de hogar y secadores de bandejas rotativas. Este proceso generalmente es costoso de operar debido a los requisitos de combustible de los secadores.

## Otros procesos
Muchas plantas mecánicas también incorporan procesos hidrometalúrgicos o pirometalúrgicos como parte de una operación metalúrgica extractiva. La geometaúrgia es una rama de la metalurgia extractiva que combina el procesamiento de minerales con las ciencias geológicas. Esto incluye el estudio de la aglomeración de aceite
Un número de operaciones auxiliares de manejo de materiales también se consideran una rama del procesamiento de minerales, como el almacenamiento (como en el diseño de tolvas), transporte, muestreo, pesaje, transporte de suspensión y transporte neumático.
La eficiencia y eficacia de muchas técnicas de procesamiento están influenciadas por actividades previas, como el método de extracción y mezcla de carbón.

## Ejemplos de casos
En el caso del oro, después de adsorberse sobre carbón, se coloca en una solución de hidróxido de sodio y cianuro. En la solución, el oro se extrae del carbón y se disuelve en la solución. Los iones de oro se eliminan de la solución en cátodos de lana de acero mediante electroobtención. Luego, el oro se funde.
El litio es difícil de separar de la ganga debido a las similitudes en los minerales. Para separar el litio se utilizan tanto técnicas de separación física como química. Primero se utiliza la flotación por espuma. Debido a las similitudes en la mineralogía, no se logra una separación completa después de la flotación. La ganga que se encuentra con el litio después de la flotación a menudo contiene hierro. El concentrado de flotación pasa por separación magnética para eliminar la ganga magnética del litio no magnético.

## Conferencias

### Conferencia Europea de Metalurgia (EMC)
La EMC, la Conferencia Europea de Metalurgia, se ha convertido en el evento de networking empresarial más importante dedicado a la industria de metales no ferrosos en Europa. Desde el inicio de la secuencia de conferencias en 2001 en Friedrichshafen, ha sido anfitrión de algunos de los metalúrgicos más relevantes de todos los países del mundo. La conferencia se celebra cada dos años por invitación de la Sociedad de Metalúrgicos y Mineros GDMB y está dirigida particularmente a productores de metales, fabricantes de plantas, proveedores de equipos y servicios, así como miembros de universidades y consultores.